# Sigurd Rosted
Sigurd Rosted (Oslo, 22 juli 1994) is een Noors voetballer die meestal als verdediger speelt. Hij verruilde KAA Gent in augustus 2019 voor het Deense Brøndby IF. Rosted debuteerde in 2018 in het Noors voetbalelftal.

## Clubcarrière
Rosted begon zijn carrière bij de Noorse derdeklasser Kjelsås Fotball, waar hij drie seizoenen bleef. In 2015 debuteerde hij bij de eersteklasser Sarpsborg 08 FF. In januari 2018 ondertekende de verdediger een contract tot 2021 bij KAA Gent. Hij debuteerde er op 24 januari van dat jaar in de wedstrijd Antwerp–Gent. Hij verving na de rust de geblesseerde Nana Asare (eindstand 1-1). Rosted speelde dat seizoen uiteindelijk acht wedstrijden voor Gent. Het daaropvolgende seizoen maakte de verdediger meestal deel uit van de Gentse basiself, al kreeg Timothy Derijck naar het einde van het seizoen de voorkeur op Rosted. In alle competities samen speelde Rosted dat seizoen 38 wedstrijden voor de Buffalo's, waarin hij zes doelpunten scoorde. In augustus 2019 verruilde hij Gent voor het Deense Brøndby IF.

### Spelersstatistieken
| Seizoen         | Club            | Land                | Competitie         | Competitie | Competitie | Beker | Beker | Supercup | Supercup | Internationaal | Internationaal | Totaal | Totaal |
| Seizoen         | Club            | Land                | Competitie         | Wed.       | Dlp.       | Wed.  | Dlp.  | Wed.     | Dlp.     | Wed.           | Dlp.           | Wed.   | Dlp.   |
| --------------- | --------------- | ------------------- | ------------------ | ---------- | ---------- | ----- | ----- | -------- | -------- | -------------- | -------------- | ------ | ------ |
| 2012            | Kjelsås Fotball | Vlag van Noorwegen  | 2. Divisjon        | 21         | 2          | 2     | 0     | 0        | 0        | 0              | 0              | 23     | 2      |
| 2013            | Kjelsås Fotball | Vlag van Noorwegen  | 2. Divisjon        | 26         | 2          | 1     | 0     | 0        | 0        | 0              | 0              | 27     | 2      |
| 2014            | Kjelsås Fotball | Vlag van Noorwegen  | 2. Divisjon        | 24         | 5          | 1     | 0     | 0        | 0        | 0              | 0              | 25     | 5      |
| 2015            | Sarpsborg 08 FF | Vlag van Noorwegen  | Eliteserien        | 1          | 0          | 0     | 0     | 0        | 0        | 0              | 0              | 1      | 0      |
| 2016            | Sarpsborg 08 FF | Vlag van Noorwegen  | Eliteserien        | 23         | 3          | 3     | 0     | 0        | 0        | 0              | 0              | 26     | 3      |
| 2017            | Sarpsborg 08 FF | Vlag van Noorwegen  | Eliteserien        | 27         | 4          | 6     | 0     | 0        | 0        | 0              | 0              | 33     | 4      |
| 2017/18         | KAA Gent        | Vlag van België     | Jupiler Pro League | 8          | 0          | 0     | 0     | 0        | 0        | 0              | 0              | 8      | 0      |
| 2018/19         | KAA Gent        | Vlag van België     | Jupiler Pro League | 29         | 5          | 5     | 1     | 0        | 0        | 4              | 0              | 38     | 6      |
| 2019/20         | KAA Gent        | Vlag van België     | Jupiler Pro League | 0          | 0          | 0     | 0     | 0        | 0        | 1              | 0              | 1      | 0      |
| 2019/20         | Brøndby IF      | Vlag van Denemarken | Superligaen        | 0          | 0          | 0     | 0     | 0        | 0        | 0              | 0              | 0      | 0      |
| Carrière totaal | Carrière totaal | Carrière totaal     | Carrière totaal    | 159        | 21         | 18    | 1     | 0        | 0        | 5              | 0              | 182    | 22     |

Bijgewerkt t.e.m. 25 juli 2019.

## Interlandcarrière
In 2016 kwam Rosted twee keer in actie voor het Noorse nationale jeugdelftal U21. Op 26 maart 2018 kwam hij voor het eerst uit voor de nationale ploeg van Noorwegen met een invalbeurt tijdens een oefeninterland in en tegen Albanië. Hij scoorde daarin meteen zijn eerste doelpunt voor zijn vaderland, waarmee hij ook de wedstrijd besliste (eindstand 0-1). Hij was na 63 minuten ingevallen voor Håvard Nordtveit.